# Bertholdia flavilucens
Bertholdia flavilucens är en fjärilsart som beskrevs av William Schaus 1920. Bertholdia flavilucens ingår i släktet Bertholdia och familjen björnspinnare. Inga underarter finns listade i Catalogue of Life.